# Монастырская церковь Святой Марии
Монастырская церковь святой Марии (англ. St Mary's Priory Church) — англиканская церковь в городе Монмуте (Уэльс), основанная бенедиктинцами в 1075 году.

## Общие сведения
Существующее здание датируется преимущественно XVIII и XIX веками. В 1952 году здание получило статус культурного наследия II*. Входит в список сооружений Тропы культурного наследия Монмута.
Церковь была основана бретонцем Витеноком (Withenoc (Gwethenoc)), ставшим правителем этих мест в 1075 году.
Башня возводилась из старого красного песчаника в три этапа, начиная с XIV века. После Тюдоровской секуляризации в 1536 году здание начало разрушаться.
К 1730 году церковь описывалась как лежащая в руинах. Значительная перестройка произошла в 1736–1737 годах. Новый шпиль высотой в 60 метров был воздвигнут в 1743 году.
В конце XIX века церковь была почти целиком перестроена Джорджем Эдмундом Стритом (George Edmund Street). Его отчёт 1879 года гласил, что у церкви практически нет своего стиля, она совершенно непривлекательна и неинтересна. Оригинальное предложение содержало идею полного разрушения и перестройки, но затраты оказались слишком велики, и дело ограничилось перестройкой.

## Колокола
Точное происхождение колоколов неизвестно. Самое раннее упоминание их относится к 1673 году, когда некий Роберт Маршалл заплатил £1.2.6" за скобы, замки, ключи и железо для пяти колоколов.
К 1883 году колокола нуждались в капитальном ремонте и замене рамы стоимостью 200 фунтов стерлингов. Половину этих расходов заплатили местные масонские ложи (которые маршировали в полном обмундировании на церемонии открытия новой Викторианской церкви 2 ноября 1882 года).
В настоящее время у церкви восемь колоколов:
| Колокол | Диаметр (мм) | Вес (кг) | Нота |
| 1       | 710          | 246      | Eb   |
| 2       | 740          | 248      | D    |
| 3       | 800          | 305      | C    |
| 4       | 865          | 357      | Bb   |
| 5       | 950          | 510      | Ab   |
| 6       | 990          | 550      | G    |
| 7       | 1070         | 660      | F    |
| 8       | 1200         | 860      | Eb   |

## Кладбище

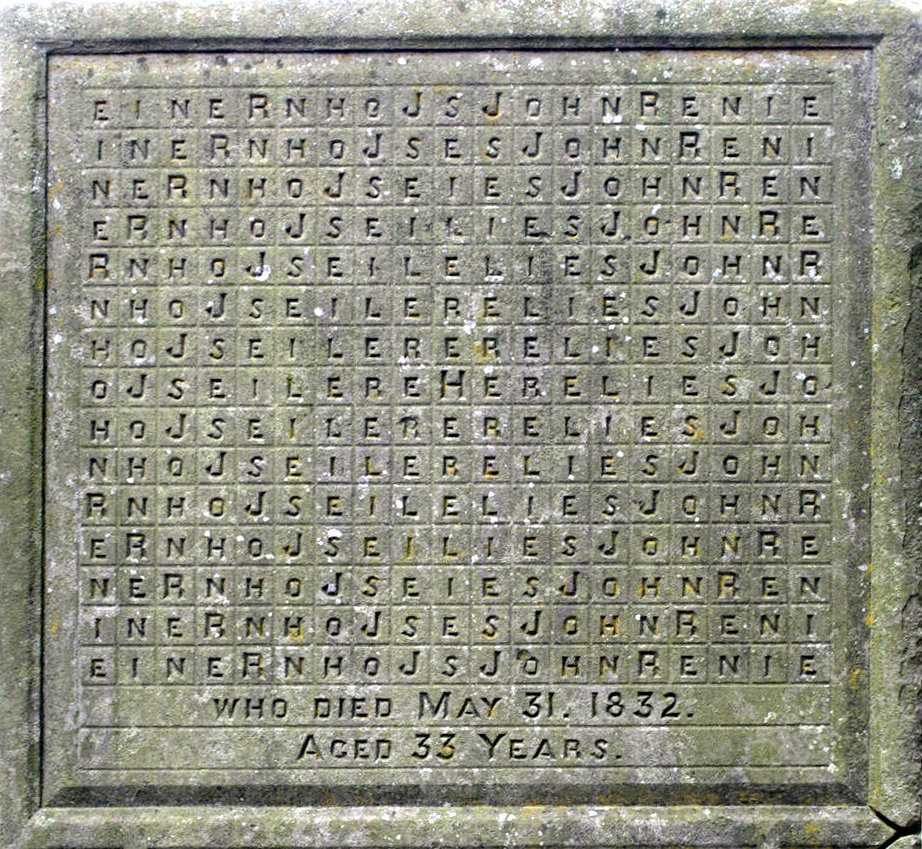
Надгробие Джона Ренье

В восточной части церковного двора расположена могила художника Джона Ренье (John Renie), его жены и двух сыновей. Ренье умер в 1832 г. в возрасте 33 лет. 8 октября 2005 года надгробие было включено в список культурного наследия уровня II. Оно представляет собой прямоугольную плиту с вырезанной головоломкой — акростихом на 285 букв. Если начать от центральной заглавной H, можно прочитать «Здесь лежит Джон Ренье» (англ. “Here lies John Renie”) в любом направлении.
Считается, что существует 46 000 способов прочтения головоломки. Предположительно, Ренье спроектировал камень сам. По мнению Лайонеля Фанторпе (Lionel Fanthorpe), Ренье хотел запутать дьявола и таким образом попасть в рай. Фактически же Ренье похоронен где-то в другом месте, а камень был перемещён сюда позже.